# Хайнрих I фон Асел
Хайнрих I фон Асел (на немски: Heinrich I von Assel (Aslo); † 15 април 1107, Магдебург) е епископ на Падерборн (1084 – 1090) и от 1102 до 1107 г. архиепископ на Магдебург.

## Духовна кариера
Хайнрих първо е домхер в Хилдесхайм. През 1084 г. гегенкрал Херман фон Салм го номинира за епископ на Падерборн. Хайнрих IV дава епископството Падерборн на Хайнрих II фон Верл и Хайнрих I фон Асел е изгонен.
Хайнрих I фон Асел отива в Магдебург, където е приет добре от катедралния капител. През 1102 г. той е избран за архиепископ. Хайнрих IV обаче го изгонва и той се оттегля във фамилните си собствености. През 1105 г. императорският син Хайнрих V взема управлението и папският легат епископ Гебхард фон Костниц поставя архиепископ Хайнрих отново на службата му. По нареждане на младия крал той отива в Рим, за да покани папа Паскалий II на имперското събрание в Аугсбург.
Хайнрих I фон Асел умира на 15 април 1107 г. в Магдебург и е погребан в църквата Св. Мария на манастир Унзер Либен Фрауен в Магдебург.